# USS Vixen (1803)
USS Vixen fue una goleta de la Armada de los Estados Unidos durante la Primera Guerra de Berbería. Vixen fue uno de los cuatro buques autorizados por el Congreso el 28 de febrero de 1803. Fue construido en Baltimore, Maryland, en la primavera de 1803; y botado el 25 de junio, al mando el teniente John Smith.

## Servicio

### Primera guerra de Berbería
Diseñado especialmente para operaciones en las aguas de la costa de Trípoli, Vixen se unió al escuadrón del comodoro Edward Preble para el servicio en la Primera Guerra de Berbería (1801 – 1805) inmediatamente después de su puesta en servicio. Zarpó de Baltimore el 3 de agosto de 1803 bajo el mando del teniente John Smith y se desplegó con el escuadrón frente a Gibraltar el 14 de septiembre. El comodoro Preble envió a Vixen y la fragata Philadelphia en octubre para establecer un bloqueo de Trípoli. Sin embargo, Vixen pronto partió en busca de dos buques de guerra tripolitanos y no estuvo presente cuando Filadelfia aterrizó y fue capturada el 30 de septiembre. En cambio, llevó los despachos que anunciaban la pérdida de la fragata y el encarcelamiento del capitán William Bainbridge, sus oficiales y la tripulación de regreso a Gibraltar en diciembre.

USS Vixen (al frente, el quinto desde la derecha) participando en el bombardeo de Trípoli, 3 de agosto de 1804, pintura de Michele Felice Cornè, 1752-1845

La retribución por esta última acción de los piratas de Trípoli llegó rápida y dramáticamente. El teniente Stephen Decatur, Jr., abordó y destruyó Filadelfia donde se encontraba en el puerto de Trípoli el 16 de febrero de 1804, y el comodoro Preble siguió esto con cinco fuertes bombardeos del estado pirata el 3, 7, 24 y 28 de agosto. y el 3 de septiembre. Vixen participó en todas estas acciones y realizó un servicio táctico ayudando a coordinar los movimientos de las distintas embarcaciones estadounidenses. Mientras estaba en Malta el 16 de octubre de 1804, fue reacondicionada como bergantín, aparentemente para mejorar sus cualidades de navegación, y estuvo con el escuadrón, ahora al mando del comodoro John Rodgers, en acciones antes de Túnez en agosto de 1805. El buque de guerra regresó a los Estados Unidos un año después, en agosto de 1806, bajo el mando del comandante principal George Cox.

### Entre guerras
Vixen fue colocada en ordinario en el Washington Navy Yard inmediatamente después de su regreso del Mediterráneo . Dejó el astillero un año más tarde y posteriormente operó a lo largo de la costa atlántica bajo las órdenes de los tenientes James Lawrence y Charles Ludlow.
El 18 de junio de 1810, Vixen se topó con el balandro HMS Moselle frente a Barbados, que le disparó. El comandante Henry Boys se disculpó con los estadounidenses, informando que no había podido distinguir sus colores y que pensó que podría ser un corsario francés que estaba buscando. Los estadounidenses sufrieron una baja, un hombre herido en la boca por una astilla.

### Guerra de 1812
Vixen continuó patrullando la costa atlántica hasta el estallido de la Guerra de 1812, momento en el que navegó a lo largo de la costa sur bajo el mando del comandante principal Christopher Gadsden, Jr., y, después de su muerte el 28 de agosto de 1812, bajo el mando del teniente George Washington Reed, hijo menor del general Joseph Reed . Durante uno de sus cruceros de guerra entre las Indias Occidentales, Vixen se encontró con la fragata británica de 32 cañones Southampton, bajo el mando del capitán James Lucas Yeo. Southampton persiguió, interceptó y capturó a Vixen el 22 de noviembre de 1812.
Yeo describió a Vixen como un bergantín armado con doce carronadas de 18 libras y dos cañones de 9 libras. Tenía una tripulación de 130 hombres y llevaba cinco semanas fuera, pero no había capturado nada. 

## Destino
Ambos barcos ( Southampton y Vixen ) naufragaron cinco días después de la captura de Vixen en la isla Conception en las Bahamas . Todos los oficiales y tripulaciones sobrevivieron. El teniente Reed, sin embargo, murió más tarde de fiebre amarilla en Jamaica antes de que pudiera ser canjeado.

## Lista de puertos de escala conocidos
- 3 de agosto de 1803 - Dejó Baltimore.
- 14 de septiembre de 1803 - Llegada a Gibraltar.
- 7 de octubre de 1803: llega a Trípoli con el USS Filadelfia .[7]
- 28 de julio de 1804: cerrado en la costa tripolitana con el USS Argus , el USS Constitution , el USS Syren , el USS Nautilus , el USS Enterprise y el USS Scourge . Más tarde, en agosto, se unieron el USS John Adams y el USS Intrepid. En las semanas siguientes se iniciaron múltiples bombardeos de Trípoli.[7]
- 6 de septiembre de 1804 - Partió de Trípoli hacia Siracusa.
- 7 de septiembre de 1804 - Partió de Siracusa hacia Trípoli.
- 16 (o 18) de septiembre de 1804 - Llegada a Malta.
- 28 de octubre de 1804 - Partió de Malta hacia Siracusa.[4]
- 29 de octubre de 1804 - Llegada al puerto de Siracusa.[4]
- 3 de noviembre de 1804 - Dejó Siracusa hacia Messina .[4]
- 7 de noviembre de 1804 - Llegada al puerto de Siracusa. El USS Essex, el USS John Adams, el USS Argus, el USS Constitution y el USS Congress estaban anclados allí.[4]
- 11 de noviembre de 1804 - Partió para patrullar en Trípoli con el USS Constellation, el USS President y el USS Nautilus .[4]
- 27 de noviembre de 1804 - Llegada a Nueva Trípoli. Disparó un tiro en la orilla.[4]
- 6 de diciembre de 1804 - Llegada a Malta.[4]
- 11 de diciembre de 1804 - Salió de Malta para patrullar frente a Trípoli.[4]
- 29 de diciembre de 1804 - Llegada al puerto de Siracusa. Se unió allí al USS Essex, al USS President, al USS Constellation y al USS Congress .[4]
- 4 de febrero de 1805 - Partió de Siracusa.
- 7 de febrero de 1805 - Llegada a Malta.
- 11 de febrero de 1805 - Llegada a Siracusa.
- 22 de febrero de 1805 - Dejó Syracuse a Malta en compañía del USS President .[4]
- 23 de febrero de 1805 - Anclado en el puerto de La Valeta, Malta[4]
- 1 de marzo de 1805: salida de Malta para realizar un crucero por el cabo Bon Trípoli[4]
- 6 de marzo de 1805 - Dentro y fuera de Trípoli, apoyando el bloqueo.[4]
- 18 de abril de 1805 - Dejó su deber de patrulla en Trípoli.[4]
- 21 de abril de 1805 - Llegada a Malta.[4]
- 22 de abril de 1805 - Llegada al puerto de Siracusa.[4]
- 10 de mayo de 1805 - Partió de Siracusa.
- 11 de mayo de 1805 - Llegada a Malta.
- 17 de mayo de 1805 - Partió de Malta hacia Túnez.
- 21 de mayo de 1805 - Frente a Túnez.
- 24 de mayo de 1805 - Llegada a Malta.
- 26 de mayo de 1805 - Partió de Malta hacia Trípoli.
- 28 de mayo de 1805 - Anclado en el puerto de Trípoli.
- 4 de junio de 1805 - Observó a las barras y estrellas sobrevolar de nuevo el consulado de Estados Unidos en Trípoli.[7]
- 1 de agosto de 1805 - Vixen junto con el resto del escuadrón de 16 buques de guerra de Rodgers llegaron a Túnez para una demostración de fuerza mientras Bey Hamouda de Túnez estaba considerando declarar la guerra a los Estados Unidos.[7]